# کانن ئی‌اف ۸–۱۵میلی‌متر
کانن ئی‌اف ۸–۱۵میلی‌متر (به انگلیسی: Canon EF 8–15mm lens) نام لنز دوربین عکاسی از نوع زوم است که توسط شرکت کانن تولید می‌شود. فاصلهٔ کانونی این لنز ۸ تا ۱۵ میلی‌متر و ضریب اف آن اف ۴ است. این لنز در ۲۰سپتامبر ۱۱ میلادی تولید و عرضه شده‌است.